# Claix (Charente)
Claix é uma comuna francesa na região administrativa da Nova Aquitânia, no departamento de Charente. Estende-se por uma área de 14,87 km². Em 2010 a comuna tinha 1 059 habitantes (densidade: 71,2 hab./km²).